# Sorocha marxi
Sorocha marxi är en skalbaggsart som beskrevs av Soula 2006. Sorocha marxi ingår i släktet Sorocha och familjen Rutelidae. Inga underarter finns listade i Catalogue of Life.